# Serie A2 2012-2013 (rugby a 15)
La serie A2 2012-13 fu il sesto campionato intermedio tra la seconda e la terza divisione di rugby a 15 in Italia.
Si tenne dal 7 ottobre 2012 al 12 maggio 2013 tra 12 squadre a girone unico, e le sue due prime classificate parteciparono serie A1 della stagione successiva, mentre solo la prima classificata fu ammessa ai play-off promozione in Eccellenza della contemporanea edizione di serie A1.
Rispetto ai risultati conseguiti sul campo sopraggiunsero, prima dell'avvio della stagione, le seguenti variazioni:
- a seguito dell'estensione dell'Eccellenza 2012-13 da 10 a 12 squadre[1] per reintegro in massima divisione del Viadana, congelato dal 2010, furono ripescate dall'A1 le Fiamme Oro[1];
- a seguire, per coprire la vacanza lasciata dalle Fiamme Oro, il Roccia Rubano, terzo in serie A2 2011-12 fu ripescato in serie A1[1];
- per coprire, infine, la vacanza lasciata dal citato Roccia Rubano, fu ripescato il CUS Torino in serie A2[1].

A vincere il campionato fu il Valpolicella (ammesso ai play-off di promozione in Eccellenza), che insieme al Colorno fu promosso alla serie A1 della stagione successiva; a retrocedere in serie B furono Amatori Parma e Avezzano.

## Squadre partecipanti
| Club              | Sponsor | Città                 | Impianto interno                 |
| ----------------- | ------- | --------------------- | -------------------------------- |
| Amatori Alghero   |         | Alghero               | Stadio Maria Pia                 |
| Amatori Capoterra |         | Capoterra             | Stadio Comunale                  |
| Amatori Catania   |         | Catania               | Stadio Goretti                   |
| Amatori Parma     |         | Parma                 | Stadio XXV Aprile                |
| Avezzano          |         | Avezzano              | Stadio del Rugby                 |
| Badia             |         | Badia Polesine        | Nuovi impianti sportivi comunali |
| Colorno           |         | Colorno               | Stadio Maini                     |
| CUS Padova        |         | Padova                | Impianti Piovego                 |
| CUS Torino        |         | Torino                | Campo Guglielmino                |
| Paese             |         | Paese                 | Stadio Visentin                  |
| Valpolicella      |         | San Pietro in Cariano | Campo Sportivo Comunale          |
| Vicenza           |         | Vicenza               | Rugby Arena                      |

## Formula
Il campionato si tenne a girone unico; a essere interessati ai play-off e ai play-out furono la prima, la nona e la decima classificata, mentre le ultime due classificate di A2 retrocedettero direttamente in serie B.
- la prima classificata entrò nei play-off promozione come quarta del seeding dopo le prime tre classificate di serie A1 e fu abbinata in semifinale alla prima classificata della serie A1[3];
- le prime due classificate furono ammesse alla serie A1 della stagione successiva;
- la nona e la decima della serie A2 furono abbinate, nei play-out salvezza, rispettivamente alla dodicesima e all'undicesima di serie A1: ciascuna delle due perdenti del doppio confronto sarebbe stata retrocessa in serie B, le vincenti sarebbero rimaste in serie A2[3].

## Stagione regolare
| 7-10-2012  | 1ª/12ª giornata           | 20-1-2013 |
| ---------- | ------------------------- | --------- |
| 20-11      | Alghero - Valpolicella    | 6-28      |
| 26-18      | Paese - Am. Parma         | 21-3      |
| 32-13      | CUS Torino - CUS Padova   | 17-15     |
| 62-5       | Colorno - Avezzano        | 19-10     |
| 30-17      | Am. Catania - Vicenza     | 3-30      |
| 27-20      | Badia - Capoterra         | 0-20      |
|            |                           |           |
| 28-10-12   | 4ª/15ª giornata           | 3-3-2013  |
| 17-22      | CUS Padova - Alghero      | 10-19     |
| 10-25      | Paese - CUS Torino        | 13-7      |
| 14-21      | Capoterra - Colorno       | 15-26     |
| 15-6       | Am. Parma - Am. Catania   | 17-34     |
| 23-7       | Vicenza - Valpolicella    | 16-30     |
| 7-15       | Avezzano - Badia          | 23-20     |
|            |                           |           |
| 2-12-2012  | 7ª/18ª giornata           | 14-4-2012 |
| 25-17      | Alghero - CUS Torino      | 42-34     |
| 31-19      | Colorno - Paese           | 24-16     |
| 18-32      | Avezzano - CUS Padova     | 31-35     |
| 50-15      | Badia - Am. Catania       | 21-14     |
| 15-6       | Vicenza - Capoterra       | 8-36      |
| 17-0       | Valpolicella - Am. Parma  | 37-22     |
|            |                           |           |
| 23-12-2012 | 10ª/21ª giornata          | 5-5-2013  |
| 16-11      | Alghero - Vicenza         | 15-52     |
| 28-27      | Paese - Capoterra         | 15-32     |
| 15-31      | CUS Torino - Valpolicella | 12-17     |
| 21-24      | Badia - Colorno           | 9-10      |
| 26-13      | Am. Catania - CUS Padova  | 25-28     |
| 22-6       | Am. Parma - Avezzano      | 19-34     |

| 14-10-2012 | 2ª/13ª giornata            | 27-1-2013 |
| ---------- | -------------------------- | --------- |
| 31-26      | Avezzano - Alghero         | 8-37      |
| 17-9       | Vicenza - Paese            | 14-16     |
| 11-13      | Am. Parma - CUS Torino     | 18-28     |
| 10-9       | Valpolicella - Colorno     | 29-0      |
| 28-22      | CUS Padova - Badia         | 25-26     |
| 29-3       | Capoterra - Am. Catania    | 27-34     |
|            |                            |           |
| 4-11-2012  | 5ª/16ª giornata            | 24-3-2013 |
| 14-11      | Alghero - Capoterra        | 20-35     |
| 38-0       | Am. Catania - Paese        | 3-44      |
| 25-22      | Badia - CUS Torino         | 6-15      |
| 31-3       | Colorno - Am. Parma        | 5-0       |
| 26-13      | Vicenza - CUS Padova       | 31-8      |
| 51-3       | Valpolicella - Avezzano    | 42-23     |
|            |                            |           |
| 9-12-2012  | 8ª/19ª giornata            | 21-4-2013 |
| 28-17      | Badia - Alghero            | 32-42     |
| 17-36      | Paese - Valpolicella       | 15-28     |
| 17-26      | CUS Torino - Vicenza       | 6-13      |
| 13-18      | Am. Catania - Colorno      | 14-38     |
| 22-20      | Am. Parma - CUS Padova     | 14-26     |
| 60-5       | Capoterra - Avezzano       | 21-17     |
|            |                            |           |
| 13-1-2012  | 11ª/22ª giornata           | 12-5-2013 |
| 48-5       | Colorno - Alghero          | 22-10     |
| 10-16      | CUS Padova - Paese         | 20-28     |
| 9-25       | Avezzano - CUS Torino      | 10-48     |
| 40-14      | Valpolicella - Am. Catania | 35-17     |
| 47-15      | Vicenza - Badia            | 17-34     |
| 40-22      | Capoterra - Am. Parma      | 30-19     |

| 21-10-2012 | 3ª/14ª giornata           | 17-2-2013 |
| ---------- | ------------------------- | --------- |
| 26-7       | Alghero - Am. Parma       | 23-19     |
| 36-40      | Badia - Paese             | 29-37     |
| 34-15      | CUS Torino - Capoterra    | 15-13     |
| 32-29      | Colorno - Vicenza         | 16-16     |
| 24-23      | Valpolicella - CUS Padova | 32-5      |
| 30-13      | Am. Catania - Avezzano    | 32-24     |
|            |                           |           |
| 11-11-2012 | 6ª/17ª giornata           | 7-4-2013  |
| 15-19      | Paese - Alghero           | 18-20     |
| 11-13      | CUS Torino - Am. Catania  | 18-18     |
| 8-7        | CUS Padova - Colorno      | 15-16     |
| 9-26       | Avezzano - Vicenza        | 0-66      |
| 43-13      | Capoterra - Valpolicella  | 31-45     |
| 16-13      | Am. Parma - Badia         | 12-23     |
|            |                           |           |
| 16-12-2012 | 9ª/20ª giornata           | 28-4-2013 |
| 25-7       | Alghero - Am. Catania     | 29-19     |
| 10-18      | Avezzano - Paese          | 21-44     |
| 30-15      | Colorno - CUS Torino      | 16-16     |
| 29-21      | CUS Padova - Capoterra    | 12-52     |
| 52-14      | Vicenza - Am. Parma       | 24-27     |
| 32-17      | Valpolicella - Badia      | 29-16     |

### Classifica
|  |     | Squadra           | G  | V  | N | P  | PF  | PS  | P±   | B  | Pen | Pt |
|  | --- | ----------------- | -- | -- | - | -- | --- | --- | ---- | -- | --- | -- |
|  | 1.  | Valpolicella      | 22 | 19 | 0 | 3  | 624 | 347 | 277  | 9  | 0   | 85 |
|  | 2.  | Colorno           | 22 | 17 | 2 | 3  | 505 | 292 | 213  | 11 | 0   | 83 |
|  | 3.  | Vicenza           | 22 | 13 | 1 | 8  | 576 | 359 | 217  | 12 | 0   | 66 |
|  | 4.  | Amatori Capoterra | 22 | 11 | 0 | 11 | 606 | 434 | 172  | 13 | 0   | 57 |
|  | 5.  | Amatori Alghero   | 22 | 15 | 0 | 7  | 478 | 480 | −2   | 5  | 8   | 57 |
|  | 6.  | Paese             | 21 | 12 | 0 | 9  | 455 | 443 | 12   | 8  | 0   | 56 |
|  | 7.  | CUS Torino        | 21 | 9  | 2 | 10 | 417 | 379 | 38   | 13 | 0   | 53 |
|  | 8.  | Amatori Catania   | 22 | 8  | 1 | 13 | 408 | 542 | −134 | 10 | 0   | 44 |
|  | 9.  | Badia             | 22 | 9  | 0 | 13 | 497 | 520 | −23  | 11 | 4   | 43 |
|  | 10. | CUS Padova        | 22 | 7  | 0 | 15 | 405 | 527 | −122 | 10 | 0   | 38 |
|  | 11. | Amatori Parma     | 22 | 5  | 0 | 17 | 320 | 535 | −215 | 4  | 0   | 24 |
|  | 12. | Avezzano          | 22 | 3  | 0 | 19 | 317 | 750 | −433 | 4  | 0   | 16 |

## Verdetti
- Valpolicella: ammessa ai play-off titolo di serie A1 2012-13
- Valpolicella e Colorno: promosse in serie A1 2013-14
- CUS Padova: retrocessa in serie B 2013-14 dopo spareggio
- Amatori Parma e Avezzano: retrocesse direttamente in serie B 2013-14